# Осада Белграда (1521)
Осада Белграда армией Османской империи велась с 25 июля по 29 августа 1521 года. Крепость Белграда, которая была частью укреплений Венгерского королевства на южной границе, осадил Сулейман I.
Для османов Белград представлял собой главное препятствие на пути в Центральную Европу, которую, с их точки зрения, необходимо было обязательно завоевать. Еще в 1456 году османская армия осаждала Белград, который успешно защищала христианская армия под командованием Яноша Хуньяди.
Венгрия в начале 16 века находилась в состоянии острого государственного кризиса и не могла выставить достаточный для продолжительной обороны гарнизон: крепость защищали несколько сотен солдат и местные жители.
Стратегически тщательно спланированная осада была проведена путем окружения всей территории вокруг Белграда в последний день июня 1521 года. В отличие от всех предыдущих попыток взять крепость, главный удар пришелся с севера. Поскольку атака с севера сначала требовала завоевания территории к северу от Белграда, турецкие войска сначала прошли мимо Белграда через Саву, чтобы изолировать крепость со всех сторон. Бомбардировки крепости начались в июне и продолжались до августа. Защитники обстреливали нападавших из пушек с крепостных башен.
Штурм города начался в начале августа. Крепостные стены уже сильно пострадали от бомбардировок, но первая атака 2 августа была успешно отбита. 3 августа османы атаковали нижний город, но и эта атака была отбита. После этой неудачи султан решил, что необходимы дальнейшие приготовления, и пушки были перевезены на остров напротив. Через Саву также был построен понтонный мост.
8 августа началось генеральное наступление с трёх сторон: с берега Савы, с берега Дуная и в лоб. Защитники не смогли противостоять этому общему штурму, и после ожесточенных боев, продолжавшихся целый день, оставили Нижний город. В этот же день янычары начали атаку на Верхний город, но были отбиты. На следующий день штурм продолжился при поддержке непрерывных бомбардировок. 16 августа османы попытались штурмовать цитадель в Верхнем городе, но снова потерпели неудачу.
Стены крепости были подорваны после проведения подкопа и семи дней тяжелой бомбардировки со стороны осаждавших. 25 августа начались переговоры о капитуляции. Дальнейшие атаки произошли 26 и 27 числа, и 28 августа защитники согласились сдать Верхний город.
Белград стал важной военной базой для дальнейших военных действий османов в Европе и столицей пашалыка Белграда, административно-территориального образования в составе империи. Во времена турецкого господства Белград стал одним из крупнейших городов Европы.
Завоевание Белграда в конечном итоге привело к битве при Мохаче и последующему падению Венгерского королевства, в результате чего основная часть государства была завоёвана турками, меньшая отошла к Габсбургской монархии.